# Єлісеєвська
Єлісе́євська (рос. Елисеевская) — присілок у складі Верховазького району Вологодської області, Росія. Входить до складу Колензького сільського поселення.

## Населення
Населення — 19 осіб (2010; 40 у 2002).
Національний склад (станом на 2002 рік):
- росіяни — 92 %